# Clifton (hrabstwo Monroe)
Clifton – miasto w Stanach Zjednoczonych, w stanie Wisconsin, w hrabstwie Monroe.